# Municipio de San Andrés Cabecera Nueva
El municipio de San Andrés Cabecera Nueva es un municipio situado en el estado mexicano de Oaxaca. Según el censo de 2020, tiene una población de 2881 habitantes.
Pertenece al distrito de Putla, dentro de la región sierra sur. Su cabecera es la localidad homónima.

## Geografía
El municipio abarca 250.06 km² y se encuentra a una altitud promedio de 2180 m s. n. m., oscilando entre 2600 y 600 m s. n. m.